# تاد فریمن
تاد فریمن (انگلیسی: K. Todd Freeman؛ زادهٔ ۹ ژوئیهٔ ۱۹۶۵) هنرپیشه اهل ایالات متحده آمریکا است.
از فیلم‌ها یا برنامه‌های تلویزیونی که وی در آن نقش داشته‌است می‌توان به لاک‌پشت‌های نینجای نوجوان جهش‌یافته، مجموعه حوادث ناگوار و گراس پوینت بلنک اشاره کرد.